# السيدة دوريان
السّيدة دوريان (بالكورية: 아씨 두리안)؛ هو مسلسل تلفزيوني كوري جنوبي، من تأليف إيم سونغ-هان وبطولة بارك غو-مي، تشوي ميونغ جيل، كيم مين-جون، جيون نو-مين، يون هاي-يونغ، هان دا جام، جي يونغ سان. عرض على قناة تشو سون تي في في 24 يونيو الى 13 اغسطس 2023، بث كل يومي السبت والأحد.

## ملخص
امرأتان من عائلة نبيلة في مملكة جوسون تتورطى مع الرجال من خلال السفر عبر الزمن الى عام 2023.

## طاقم

### رئيسي
- بارك غو-مي في دور دو ري-ان: امرأة تبدو لطيفة وانيقة ولكنها قوية وصعبة المنال.[6]
- تشوي ميونغ-جيل في دور بايك دو-يي: عضوة في عائلة مجموعة دان ، ورئيسة مجلس إدارتها.[6]
- كيم مين-جون في دور دان تشي-جام: الابن الثاني لـ دو يي وهو وريث عائلة دان.[6]
- هان إيون-غونج في دور لي ايون-سيونغ: زوجة تشي-جام.
- جيون نو-مين في دور دان تشي-جانج: نجل دو-يي الأول وهو مدير مستشفى الولادة.[6]
- يون هاي-يونغ في دور جانغ سي-مي: زوجة تشي-جانغ.[6]
- جي يونغ-سان في دور دان تشي-جونغ: هو الابن الاصغر لدو-يي.[6]

## المشاهدات
| الموسم | الموسم | رقم الحلقة | رقم الحلقة | رقم الحلقة | رقم الحلقة | رقم الحلقة | رقم الحلقة | رقم الحلقة | رقم الحلقة | رقم الحلقة | رقم الحلقة | رقم الحلقة | رقم الحلقة | رقم الحلقة | رقم الحلقة | رقم الحلقة | رقم الحلقة | المتوسط |
| الموسم | الموسم | 1          | 2          | 3          | 4          | 5          | 6          | 7          | 8          | 9          | 10         | 11         | 12         | 13         | 14         | 15         | 16         | المتوسط |
| ------ | ------ | ---------- | ---------- | ---------- | ---------- | ---------- | ---------- | ---------- | ---------- | ---------- | ---------- | ---------- | ---------- | ---------- | ---------- | ---------- | ---------- | ------- |
|        | 1      | 0.838      | 0.759      | 0.817      | 0.998      | 0.879      | 1.017      | 1.037      | 1.124      | 1.085      | 1.234      | 1.184      | 0.579      | 1.387      | 1.509      | 1.512      | 1.628      | 1.145   |

| الحلقات | تاريخ البث    | تقييمات "نيلسن كوريا" | تقييمات "نيلسن كوريا" |
| الحلقات | تاريخ البث    | على الصعيد الوطني     | سيئول                 |
| ------- | ------------- | --------------------- | --------------------- |
| 1       | 24 يونيو 2023 | 4.167%                | 3.743%                |
| 2       | 25 يونيو 2023 | 3.355%                | 2.749%                |
| 3       | 1 يوليو 2023  | 4.002%                | 3.882%                |
| 4       | 2 يوليو 2023  | 4.666%                | 4.161%                |
| 5       | 8 يوايو 2023  | 4.313%                | 3.606%                |
| 6       | 9 يوليو 2023  | 5.132%                | 4.723%                |
| 7       | 15 يوليو 2023 | 5.149%                | 4.428%                |
| 8       | 16 يوليو 2023 | 5.509%                | 4.673%                |
| 9       | 22 يوليو 2023 | 5.436%                | 4.503%                |
| 10      | 23 يوليو 2023 | 6.295%                | 5.585%                |
| 11      | 29 يوليو 2023 | 5.516%                | 4.685%                |
| 12      | 30 يوليو 2023 | 6.422%                | 5.548%                |
| 13      | 5 اغسطس 2023  | 6.795%                | 6.341%                |
| 14      | 6 اغسطس 2023  | 7.164%                | 6.849%                |
| 15      | 12 اغسطس 2023 | 7.389%                | 6.808%                |
| 16      | 13 اغسطس 2023 | 8.103%                | 7.817%                |
| متوسط   | متوسط         | 5.588%                | 5.006%                |

## الإنتاج
كان عنوان المسلسل في البداية الجنية دوريان (선녀 두리안). في 14 من فبراير 2023 ، صرح مسؤول من تشوسون تي في، ان المؤلفة ايم سونغ-هان تستعد للعودة بمسلسل جديد بهدف بثه في النصف الاول 2023، ايم هي من كتبت السلسلة الموسمية حب، الزواج والطلاق (2020). المسلسل من انتاج الشركة الشريكة هيجراوند بتعاون مع استوديو بارنسون.

### تصوير
بدأ التصوير بعد فترة قصير من قراءة السيناريو للممثلين، والذي عقد في 15 فبراير 2023.

## انظر ايضا
- حب وزواج وطلاق

## روابط خارجية
- الموقع الرسمي
 (بالكورية)
- السيدة دوريان على موقع IMDb (الإنجليزية)
- السيدة دوريان على موقع قاعدة بيانات الفيلم (الإنجليزية)
- السيدة دوريان على هانسينما